# Jaume Huguet
Jaume Huguet (Valls, c. 1412-Barcelona, 1492) fue un pintor gótico español, representante del estilo hispanoflamenco en Cataluña. Formado en Tarragona, desarrolló su actividad principalmente en Barcelona, si bien no se descarta una temprana estancia en Zaragoza y Valencia, y que pudiese haber visitado Cerdeña o Nápoles, que en aquel entonces formaban parte de la Corona de Aragón. Desarrolló su máxima actividad en Barcelona a partir de 1448, donde creó un taller que prácticamente monopolizó la realización de retablos en Cataluña durante la segunda mitad del siglo XV, una vez muertos Bernat Martorell y Lluís Dalmau. En su taller trabajaron sus discípulos y también miembros de la familia Vergós con la que mantuvo una estrecha relación personal. Una parte importante de su obra se ha perdido en revueltas que han destruido las iglesias que las contenían y la mayor parte de lo que se conserva son paneles de retablos desmontados.
El Museo Nacional de Arte de Cataluña tiene la colección más importante de obras del artista, con 15 pinturas.

## Biografía
Originario de una familia de pelaires de Valls, tras la muerte de su padre en 1419 se trasladó a Tarragona a casa de su tío Pere Huguet, pintor y dorador documentado en 1424 en relación con el taller tarraconense de Mateu Ortoneda, y en 1434 en Barcelona donde se encargó de la decoración de las bóvedas del claustro de la catedral.
La etapa juvenil del pintor está poco documentada y ha sido objeto de diversas especulaciones sobre su formación y lugares de residencia. Es probable que los primeros pasos artísticos de Huguet fuesen de la mano de su tío dentro del taller de Hortoneda. A pesar de no constar documentalmente una estancia de los Huguet en Zaragoza, sí consta el traslado del taller de Hortoneda en 1431, cuando el catalán Dalmau de Mur fue nombrado obispo de la ciudad y diversos pintores catalanes acudieron a trabajar allí por encargo suyo. Por otro lado, en Aragón se produjeron algunas obras de gran belleza que, en algún momento, se le han atribuido por el parecido con sus obras documentadas. Estos dos hechos y una documentación de 1456 para liquidar una sociedad que había tenido con Pere Ramírez (pintor de tapices) y otros vecinos de Zaragoza, han hecho pensar que Jaume Huguet pudiera haber estado en esta ciudad. En contra de esta hipótesis, Chandler R. Post atribuye las obras al pintor aragonés Martín de Soria, una opinión matizada por otros estudiosos que apuntan hacia un pintor anónimo aragonés, pero sin relacionarlas con Soria. Joan Sureda ha situado en esta época a Huguet en la zona del norte de Italia y Cerdeña, donde se habría formado, basándose en una referencia documental y en ciertas afinidades estilísticas.
Consta, con todo, la presencia de Pere Huguet en Barcelona a partir de 1434, con residencia en la calle Regomir, en la vecindad de Bernat Martorell, ocupado hasta 1448 en trabajos para la catedral y la iglesia de Santa María del Pino, y es posible que el sobrino le acompañase, al menos durante algún tiempo.
Un reciente descubrimiento en el archivo de Protocolos del Patriarca de Valencia de dos documentos datados el 30 de julio de 1445, sitúa a Jaume Huguet (ya como pintor) actuando como testigo en dos asuntos entre el pintor Jaume Mateu y Jaume Espina, carpintero de Orihuela. En el primer documento, Jaume Mateu vende al carpintero una casa situada en la parroquia de San Martín de Valencia, en la calle de San Vicente, un lugar donde se situaban la mayoría de los talleres de pintura. El otro documento recoge el contrato del carpintero para realizar un retablo que tenía que pintar Jaume Mateu para Pere Ferràndez, caballero de Elche, una obra en la cual colaboró Huguet.
En este periodo aparecieron en Valencia las modernas tendencias de la época, la influencia realista de los primitivos flamencos, especialmente de la escuela pictórica de Jan van Eyck, autor de moda gracias a Lluís Dalmau, que consiguieron la evolución de los artistas educados en el gótico internacional. 
Además de Dalmau, en Valencia se había instalado Louis Alincbrot, un enigmático pintor de Brujas del que actualmente no se conoce ninguna obra que también podría haber influido en Huguet. Coincidió el periodo valenciano con una especial movilidad entre los maestros en activo: Lluís Dalmau se instaló en Barcelona, Gonçal Peris ingresó en el hospital y Jacomart fue llamado por el rey Alfonso V a Nápoles, de forma que solo se mantuvieron los talleres del recién llegado Juan Rexach y del viejo Jaume Mateu. Esta coincidencia situó a Jaume Huguet ante una inmejorable oportunidad para trabajar y establecerse como pintor.
Posteriormente estuvo en Tarragona, donde contrató un retablo de San Jaime para la villa de Arbeca que finalmente no se realizó. Se instaló definitivamente como pintor en Barcelona en 1448, hecho documentado en un llamamiento como procurador a favor de su hermano Antoni firmado el 31 de agosto de 1448. En 1454 se casó con Joana Baruta en una ceremonia oficiada por su hermano Antoni en la catedral de Barcelona, y a partir de entonces comenzó el periodo más importante de su obra, con un dibujo claro y muy expresivo con fondos dorados y relieves de estuco.

### Periodo de madurez
La primera obra de este periodo es el retablo de la Virgen de Vallmoll de 1445, del cual se conservan cuatro tablas. La obra contiene elementos flamenquizantes que muestran la impresión que Huguet había recibido con el retablo de la Virgen dels Consellers que Lluís Dalmau había pintado aquel mismo año y que incorporaba los conocimientos noreuropeos de Jan van Eyck. Cuando en 1448 fijó su residencia en Barcelona, encontró una fuerte competencia por parte de Bernardo Martorell, un pintor con un excelente y exquisito oficio, si bien representaba el pasado del elegante gótico internacional. También coincidió con Dalmau, más joven que Martorell y destacado por aportar la innovación del estilo flamenco. Dos años más tarde, en 1450, realizó el retablo de la Epifanía donde representó la Anunciación, el Nacimiento de Jesús y la Crucifixión en una tabla de reducidas dimensiones concebida para un oratorio privado.
Desde 1454 hasta su muerte en 1492, el taller de Huguet tuvo una fuerte implantación, ejerciendo prácticamente el monopolio de la producción de retablos. Hasta incluso después de su muerte, los continuadores de su taller, los Vergós y Pere Alemany prolongaron este dominio del mercado hasta bien entrado el siglo XVI. El 14 de noviembre de 1454, el gremio de ganaderos le contrató por 550 libras el retablo de San Antonio Abad para la iglesia homónima de Barcelona, destruido durante la Semana Trágica en 1909. El 26 de febrero de 1455 se le contrató para el retablo del monasterio de Ripoll y el 18 de agosto del mismo año le encargaron el retablo del convento de Berga, de frailes franciscanos. A continuación inició el retablo de San Vicente de Sarriá, una obra que su taller no acabó nunca. Entre 1460 y 1465 le encargaron el retablo de los santos Abdón y Senén en Tarrasa, donde todavía conservó los últimos aires del gótico internacional con un momento avanzado del flamenquismo más penetrante. El cénit de la carrera de Huguet coincidió con la realización del retablo de San Miguel, donde a pesar de incluir paisajes exteriores en algunas historias, los combina con fondos dorados y relieves ornamentales en tiza recubiertos de oro. No se conoce con certeza su fecha de contrato ni de realización, si bien se conoce que se consagró el 3 de mayo de 1456 en la iglesia de Santa María del Pino de Barcelona.
En 1452 Lluís Dalmau, pintor famoso por su retablo de la Virgen dels Consellers, había firmado el contrato más caro de la pintura medieval catalana para realizar el retablo de San Agustín. El ebanista Macià Bonafè, responsable del cuerpo de madera y de las dos tallas que incorporaba, ya había realizado el trabajo en 1456, pero el proyecto se retardó hasta que, al morir Dalmau en 1460, el encargo pasó a Huguet, quien firmó el contrato el 4 de diciembre de 1463. La fama de su dibujo le proporcionó el encargo de un cartón de tapices para la Generalidad de Cataluña en mayo de 1453, una pieza que tejió en Arras. En 1462 tuvo dos grandes contratos para la catedral de Barcelona: el retablo de San Bernardo y el ángel custodio y el retablo de San Esteban, encargado el 13 de abril por la cofradía de los Freners de la que era miembro Huguet. Socialmente reconocido, el 3 de agosto de 1464 fue nombrado «prohom en cap» de esta cofradía que reunía oficios relativos a los fabricantes de frenos y otros enseres para los caballos, así como los elementos para adornarlos. Los pintores estuvieron vinculados a este gremio hasta que, durante el siglo XV y nacido en el norte de Europa, se desarrolló el gremio de San Lucas. Fue el administrador de este gremio en 1472 y resultó reelegido varias veces.
Comenzó una nueva etapa con la realización del retablo del Condestable o de la Epifanía entre comienzos de 1464 y el 14 de noviembre de 1465 para el Palacio Real, encargado por el condestable Pedro de Portugal y por el cual cobró 390 libras. Es una obra donde el autor condensa una gran riqueza expresiva y un refuerzo de su etapa de madurez. Probablemente esta obra marque el estilo esencial que seguiría su taller. El autor estableció un estilo personal que no negó sus raíces, que respetó una parte del arte italiano al incorporar sus contemporáneos del norte de Europa. En la década de 1470 realizó un retablo para la iglesia de san Saturnino de la Roca. El 30 de diciembre de 1475 acordó una pintura para la capilla de Santa María y Santa Margarita en la plaza Padrón de Barcelona. El 12 de junio de 1479 le encargaron el retablo de Pertegás para la iglesia de san Martím de Pertegás de San Celoni.
Dentro de la década de 1480 el taller de Huguet consiguió diversos encargos: en diciembre de 1483 el retablo de San Eloy por el gremio de los serraderos, el 4 de julio de 1483 el retablo mayor de la iglesia del monasterio de San Jerónimo del Valle de Hebrón (realizada por su taller tras su muerte), un retablo para la ermita de la parroquia de Santa Eulalia de Provenzana, el 14 de abril de 1486 el retablo de San Sebastián y Santa Tecla por el canónigo de la seo de Barcelona Joan Andreu Sors (acabada por Rafael Vergós y Pere Alemany, de su taller).
Murió entre el 14 de febrero de 1492, cuando hizo testamento, y mayo de ese mismo año, cuando su mujer figura como viuda.

## Perfil artístico

### Contexto histórico
Cuando nació Jaume Huguet, la ciudad de Barcelona vivía un momento de cierto esplendor que intentaba superar la gran crisis iniciada en el siglo XIV, a partir de 1333, y la peste de 1348, que provocó un descenso demográfico. La revuelta de los remensas agravó los problemas sociales, la inmigración y la despoblación del campo. En este contexto de crisis social y económica del final de la Baja Edad Media resultaba de enorme importancia la posesión de un retablo propio para los gremios y corporaciones. El contexto de una sociedad con una sensación de provisionalidad vital, que llevaba a un profundo sentimiento religioso y a la necesidad de desarrollar estructuras solidarias donde encontrar seguridad física, profesional y, finalmente, espiritual. En este contexto, con una crisis demográfica consecuencia de las guerras y de la peste, el individualismo no tenía razón de ser y los gremios y cofradías aportaban un grado de seguridad en un entorno cambiante y se convirtieron en organizaciones potentes que conformaban un poder político al cohesional un grupo de la sociedad en plena evolución. Tener capilla propia dentro de una iglesia y su decoración con un retablo eran la máxima representación material de sus valores.
Cuando el rey Alfonso V de Aragón (1416-1458) mostró interés por el arte flamenco, se ponteció la incorporación de estas técnicas entre los pintores. Ahora bien, su política de consolidación del dominio en el Mediterráneo y la conquista de Nápoles en 1442 le distanciaron de los problemas internos, y su política artística se centró en los nuevos territorios, a los cuales se desplazaron algunos de los artistas de la Corona de Aragón como Pere Johan, Jacomart o Guillem Sagrera.
El mecenatge real tuvo entonces poca repercusión en el territorio peninsular, donde destacaron promotores eclesiásticos como el obispo Dalmau de Mur (primero de Tarragona y luego de Zaragoza) o Francesc Climent Sapera, a quien se debe el acabado de la catedral de Barcelona. El inicio de la construcción del palacio de la Generalidad en 1416 supuso ocupar una posición por parte de la institución por delante de la autoridad real, una cuestión que se materializó en la guerra civil catalana con el sucesor de Alfonso V, el rey Juan II (1458-1479).
Cuando Huguet se instaló en Barcelona en 1448, coincidió con una crisis política entre instituciones donde la clase menestral representada por los gremios se agrupaba alrededor de la busca, como también lo hizo él junto con otros miembros de su cofradía.

### El taller
En su taller consta que se formaron Joan Voltes (1453-1459), Enric Anroch de Narbona (1455-1458), Bernat Vicenç (hijo de un picapedrero de Gerona, 1458-1460), Francesc Pellicer de Santa Coloma de Queralt (1459-1470), Esteve Solà de Gerona (1467-1470) (hijo del pintor Ramon Solà), Bartomeu Alagó de Barcelona (1467-1472), Jordi Mates (hijo del pintor de Villfranca del Panadés Joan Mates, 1469-1471).
En su última etapa, las aportaciones de su taller fueron superiores a las del propio Huguet, el cual contó con la colaboración de diferentes miembros de la familia Vergós, con quien tuvo una buena relación personal, al hacer de ejecutor testamentario de Jaume Vergós I y ser nombrado tutor de su hijo Jaume Vergós II el 24 de mayo de 1469. Tras su muerte, el taller no desapareció y continuó trabajando para acabar los encargos pendientes como el retablo de San Vicente y el retablo de San Agustín, dos obras monumentales que tardaron más de treinta años en acabarse.
Se disputó con Bartolomé Bermejo la pintura de las puertas del órgano de la basílica de Santa María del Mar de Barcelona en 1486, una obra que finalmente la acabaron sus colaboradores Rafael Vergós y Pere Alemany.

### Estilo
En los primeros años de su carrera manifestó un aire figurativo propio del estilo italiano. En algunas obras sorprende la proximidad al quattrocento, como en el retablo de la Epifanía del Museo Episcopal de Vich.
Pasó a continuación a desarrollar un estilo claramente coincidente con la escuela flamenca, mientras se mostró heredero del pasado propio catalán. Se trata de un estilo difícil de adquirir desde estas localidades y diferente del que desplegaba Luis Dalmau, quien sí que se había formado directamente en Flandes. Huguet incorporaba paisajes como fondo de las escenas, un hecho innovador que los flamencos introdujeron para sustituir los fondos dorados. Pero a pesar de esta innovadora visión, Huguet hizo un cambio a partir de su estancia en Barcelona, dejando el arte más elaborado e intelectual por otro más simple e impactante con grandes superficies con pasta de tiza en relieve cubierto con pan de oro, dejando así de lado los paisajes preadores de amplias perspectivas. Cabe interpretar este cambio como una adaptación a los gustos de la clientela menestral de la Busca y sus aspiraciones religiosas de una espiritualidad emocional y sentimental cada vez más dominante, con un gusto por el resplando del oro y su relación simbólica con Dios. Huguet vio en Barcelona las tensiones entre este partido y la Biga (la clase elitista e intelectual más identificada con el encargo a Dalmau de la Virgen dels Consellers) y supo incorporar a su obra estas peticiones.
En el periodo de madurez se preocupó por la composición y consiguió una fórmula que le permitiese ubicar muchos personajes en la escena sin tener que recorrer una perspectiva profunda. De esta manera, a pesar del fondo y los cielos dorados, logró representaciones parecidas a los tapices góticos, abriendo el fondo del cuadro con un dominio del espacio tridimensional.
La representación de la figura humana es probablemente el trazo más significativo de Huguet, especialmente las cabezas, en las que la expresividad de las caras y miradas recogen la delicadeza de su pintura.
Sus escenas incorporan elementos reales y tiene especial cuidado con los detalles que genera la atmósfera donde se ubican los personajes, con un aire algo hierático, serio, propio de una personalidad equilibrada y escasamente dada a sentimentalismos. Su obra muestra un dominio de la técncia del dorado aplicado en cielos y fondos con estofados de diferentes texturas y rellenos en motivos vegetales, halos, coronas y otros objetos. Destaca el trato de los enladrillados como medio para conseguir perspectiva. Otra característica que aparece en diferentes obras es la ubicación de un paisaje como franja entre el pavimento y el fondo o cielo dorado.

### Análisis de la técnica pictórica
La técnica utilizada por Jaume Huguet es el temple de huevo, con pequeñas variaciones sobre la composición de los aglutinantes. Así pues, a veces además de la yema de huevo se encuentran pequeñas proporciones de clara de huevo. Otras veces se puede encontrar el uso de cola animal como aglutinante en ciertos pigmentos como la azurita o la utilización de óleo secante para el verde de cocción.
En cuanto a los pigmentos empleados, utilizó el blanco de plmo, la azurita para el azul, cinabrio para el rojo, amarillo de plomo y estaño, pigmento verde de cocción de diferentes orígenes como la atacamita, acetatos y carbonatos de cocción, carbón amorfo y pigmento de laca roja, además de las láminas de oro y plata. La capa de preparación está constituida por una lámina fina de tiza aglutinada con una pequeña proporción de cola animal.

## Obra

### Grandes retablos íntegros
De los grandes retablos realizados por Jaume Huguet y su taller solo tres se conservan sin desmontar por escenas y en la misma localización en donde se concibieron. Cronológicamente son: el retablo de los santos Abdón y Senén en Tarrasa, el retablo del Condestable o de la Epifanía en la capilla de Santa Ágata de Barcelona y el retablo de la Transfiguración en la catedral de Tortosa.
| Obra                                     | Datos     | Datos                                                          | Localización                        | Imagen |
| ---------------------------------------- | --------- | -------------------------------------------------------------- | ----------------------------------- | ------ |
| Retablo de los santos Abdón y Senén      | 1460      | Temple sobre tabla                                             | Iglesia de San Pedro de Tarrasa     |        |
| Retablo del Condestable o de la Epifanía | 1464-1465 | Temple sobre tabla 673 x 368 cm                                | Capilla de Santa Ágata de Barcelona |        |
| Retablo de la Transfiguración            | 1466-1475 | Temple, relieves de estuco y dorado con pan de oro sobre tabla | Catedral de Tortosa                 |        |

### Retablo de Vallmoll
El retablo de Vallmoll se realizó para la antigua iglesia parroquial de Santa María de Vallmoll (en la actual provincia de Tarragona). Se ha atribuido tradicionalmente a la etapa tarraconesa de Jaume Huguet, anterior a 1448.
De la estructura del retablo solo se conservan tres tablas distribuidas entre el Museo Nacional de Arte de Cataluña  (MNAC), el Museo Diocesano de Tarragona y el Louvre.
| Obra                             | Datos     | Datos                                                                            | Localización                       | Imagen |
| -------------------------------- | --------- | -------------------------------------------------------------------------------- | ---------------------------------- | ------ |
| Virgen con el niño con ángeles   | 1445-1450 | Temple, relieves de estuco y dorado con pan de oro sobre tabla. 213,3 x 160,4 cm | Museo Nacional de Arte de Cataluña |        |
| La Anunciación                   | 1445-1450 | Pintura al temple sobre tabla. 99 x 77,5 cm                                      | Museo Diocesano de Tarragona       |        |
| Llanto sobre el cuerpo de Cristo | 1445-1450 | Temple, relieves de estuco y dorado con pan de oro sobre tabla. 75 x 158 cm      | Museo del Louvre                   |        |

### Retablo de San Vicente de Sarriá
El retablo se realizó para presidir el altar mayor de la nueva iglesia parroquial de Sarriá, de estilo gótico. Narra la historia de San Vicente, nacido en Huesca, diácono en el siglo IV, y discípulo del obispo Valero de Zaragoza. El encargo data de mediados de la década de 1450, pero no se finalizó debido a dificultades de financiación que continuaron tras la muerte del artista, cuando su viuda Joana Baruta reclamaba lo que según ella se le debía por la obra hecha. El 4 de mayo de 1493 la viuda y los feligreses de Sarrià desgnaron un arbitraje. Las diferencias continuaron y la reclamación la continuó Eulàlia Huguet, hija del pintor, sin llegar a ningún acuerdo. La obra se acabó a inicios del siglo XVI gracias al maestro de Castelsardo, un pintor que trabajó sobre todo en Cerdaña. Se conservan cinco tablas de Huguet y tres peces del maestro de Castelsardo y una novena tabla pintada por un artista anónimo de inferior categoría. A finales del siglo XVIII se renovó la iglesia y se instaló un retablo barroco del escultor Nicolau Travé, y el de Huguet se trasladó a un altar lateral. En 1902 la Junta de Museos de Barcelona realizó una exposición de arte sacro donde se exponían algunas de las tablas del retablo de San Vicente, y una vez acabada la exposición se depositaron en los museos municipales de Barcelona y finalmente acabaron en el Museo Nacional de Arte de Cataluña. En febrero de 2010, el MNAC realizó unas reproducciones de las tablas para instalarlas en una de las capillas laterales de la parroquia de San Vicente de Sarrià.
| Obra                                   | Datos     | Datos                                                                       | Localización                       | Imagen |
| -------------------------------------- | --------- | --------------------------------------------------------------------------- | ---------------------------------- | ------ |
| San Vicente ordenado por san Valero    | 1455-1460 | Temple, relieves de estuco y dorado con pan de oro sobre tabla. 176 x 98 cm | Museo Nacional de Arte de Cataluña |        |
| San Vicente delante del prefecto Dacia | 1455-1460 | Temple, relieves de estuco y dorado con pan de oro sobre tabla. 176 x 98 cm | Museo Nacional de Arte de Cataluña |        |
| San Vicente en la hoguera              | 1455-1460 | Temple, relieves de estuco y dorado con pan de oro sobre tabla. 176 x 98 cm | Museo Nacional de Arte de Cataluña |        |
| San Vicente en el eculi                | 1455-1460 | Temple, relieves de estuco y dorado con pan de oro sobre tabla. 176 x 98 cm | Museo Nacional de Arte de Cataluña |        |
| Milagros póstumos de San Vicente       | 1455-1460 | Temple, relieves de estuco y dorado con pan de oro sobre tabla. 176 x 98 cm | Museo Nacional de Arte de Cataluña |        |

### Retablo de San Miguel
El retablo lo encargó el Gremio de los Tenderos y Revendedores de Barcelona en 1455 para su capilla en la iglesia de Santa María del Pino. En el siglo XV la capilla de San Miguel de la iglesia de Santa María del Pino estaba ubicada donde hoy en día se encuentra la de la Inmaculada. Posteriormente la advocación al santo se trasladó a la actual capilla de San Miguel, donde se instaló un retablo barroco de Salvador Gurri de 1798. En 1923 la Junta de Museos de Cataluña comenzó una negociación con el gremio, que en 1940 permitió el ingreso de seis compartimentos del mismo conjunto en depósito, para acabar siendo adquiridos en 1970 por el MNAC, donde se exponen actualmente.
| Obra                                                  | Datos     | Datos                                                                            | Localización                       | Imagen |
| ----------------------------------------------------- | --------- | -------------------------------------------------------------------------------- | ---------------------------------- | ------ |
| San Miguel vencedor del Anticristo                    | 1455-1460 | Temple, relieves de estuco y dorado con pan de oro sobre tabla. 194,8 x 107,3 cm | Museo Nacional de Arte de Cataluña |        |
| Calvario                                              | 1455-1460 | Temple, relieves de estuco y dorado con pan de oro sobre tabla. 214,4 x 135,8 cm | Museo Nacional de Arte de Cataluña |        |
| Virgen y los santos                                   | 1455-1460 | Temple, relieves de estuco y dorado con pan de oro sobre tabla. 136,2 x 135,8 cm | Museo Nacional de Arte de Cataluña |        |
| San Miguel                                            | 1455-1460 | Temple, relieves de estuco y dorado con pan de oro sobre tabla. 214 x 136 cm     | Museo Nacional de Arte de Cataluña |        |
| Aparición de San Miguel en el castillo de Sant'Angelo | 1455-1460 | Temple, relieves de estuco y dorado con pan de oro sobre tabla. 184,5 x 106,3 cm | Museo Nacional de Arte de Cataluña |        |
| Milagro del Monte Saint-Michel                        | 1455-1460 | Temple, relieves de estuco y dorado con pan de oro sobre tabla. 145,3 x 107 cm   | Museo Nacional de Arte de Cataluña |        |

### Retablo de San Agustín
El retablo de San Agustín fue hecho con los colaboradores de su taller, si bien el contrato estipulaba que Huguet era responsable de pintar las cabezas y las manos. Antiguamente se ubicaba en el convento de Sant Agustí Vell del barrio de la Ribera de Barcelona. Con sus casi 12 metros de largo, es el retablo más grande del Museo Nacional de Arte de Cataluña.
De las diecisiete tablas que se estima que tuvo, solo se conservan ocho entre el MNAC y el Museo Frederic Marès, y solo tres se consideren obras de Huguet. El resto son obra de Pau Vergós.
| Obra                           | Datos     | Datos                                                                        | Localización                       | Imagen |
| ------------------------------ | --------- | ---------------------------------------------------------------------------- | ---------------------------------- | ------ |
| La consagración de San Agustín | 1462-1475 | Temple, relieves de estuco y dorado con pan de oro sobre tabla. 250 x 193 cm | Museo Nacional de Arte de Cataluña |        |
| Santa Cena                     | 1463-1475 | Temple, relieves de estuco y dorado con pan de oro sobre tabla. 170 x 161 cm | Museo Nacional de Arte de Cataluña |        |
| Camino del Calvario            |           |                                                                              | Museo Frederic Marès               |        |

### Retablos de pequeño tamaño
| Obra                           | Datos     | Datos                                                                            | Localización                       | Imagen |
| ------------------------------ | --------- | -------------------------------------------------------------------------------- | ---------------------------------- | ------ |
| Retablo de la Epifanía         | 1450      | Pintura al temple sobre tabla. 122 x 75 cm                                       | Museo Episcopal de Vich            |        |
| Retablo con la Virgen y santos | 1470      | Pintura al temple sobre tabla. 94 x 69 cm                                        | Museo Episcopal de Vich            |        |
| Retablo de Pertegás            | 1470-1480 | Temple, relieves de estuco y dorado con pan de oro sobre tabla. 244,3 x 146,2 cm | Museo Nacional de Arte de Cataluña |        |

### Otras obras
| Obra                                             | Datos     | Datos                                                                            | Localización                      | Imagen |
| ------------------------------------------------ | --------- | -------------------------------------------------------------------------------- | --------------------------------- | ------ |
| Predela del altar mayor de Santa María de Ripoll | 1455      | Temple, relieves de estuco y dorado con pan de oro sobre tabla. 213,3 x 160,4 cm | Museo Episcopal de Vich           |        |
| Retablo de San Bernardino y el Ángel Custodio    | 1462-1475 | Temple, relieves de estuco y dorado con pan de oro sobre tabla.                  | Museo de la Catedral de Barcelona |        |
| La Flagelación                                   | 1455-1460 | Óleo sobre tabla. 102 x 210 cm                                                   | Museo del Louvre                  |        |
| María Magdalena                                  | 1470      | Temple sobre tabla. 144 x 73 cm                                                  | Museo Fundación Francisco Godia   |        |

### Obras desaparecidas

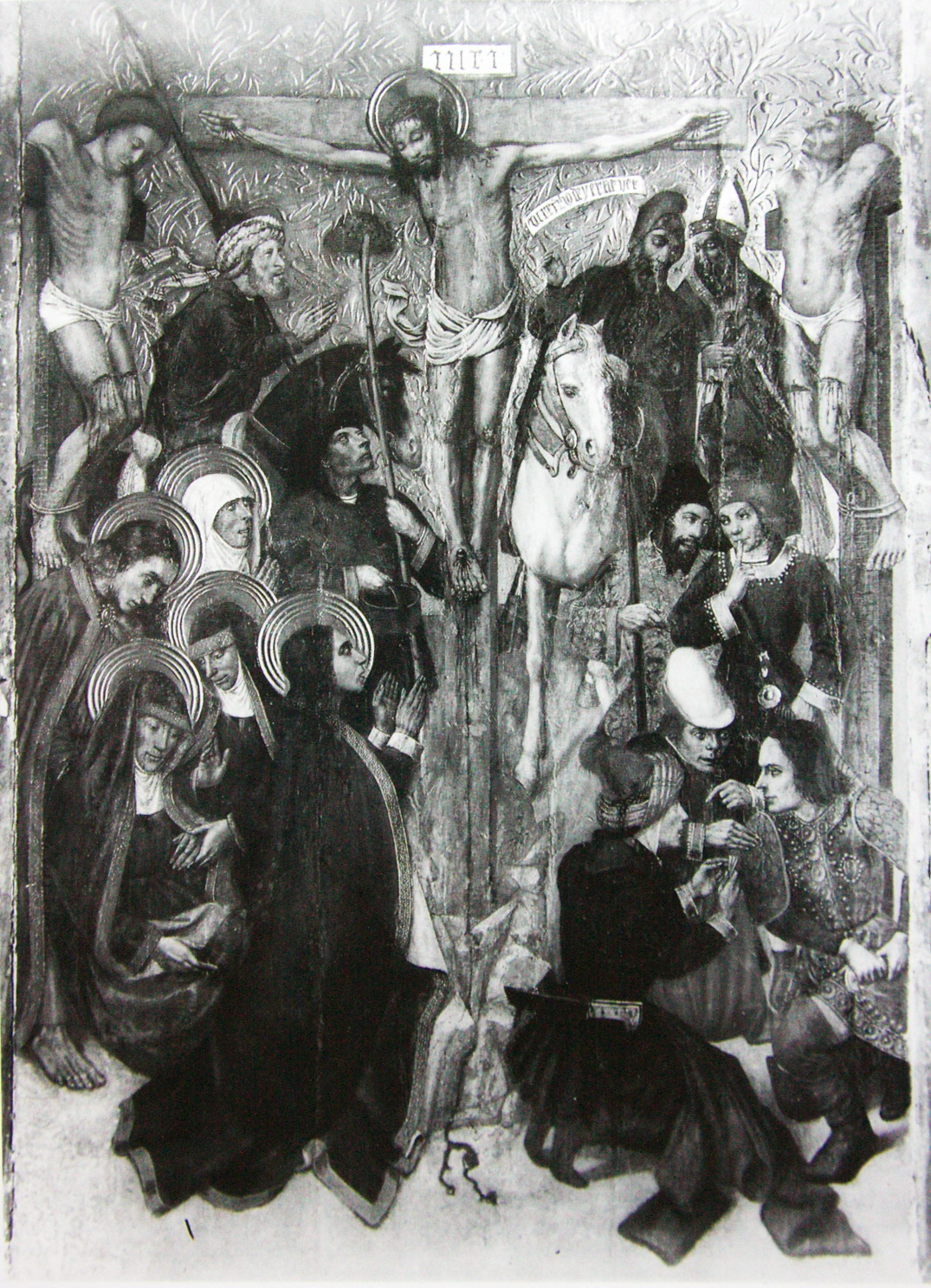
Calvario del retablo de San Antonio Abad.

- Retablo de San Antonio Abad (1454-1458) para la iglesia de San Antonio de Barcelona. Los gastos corrieron a cargo de la cofradía de corredores de animales, según el contrato firmado en 1454. En 1457 se solicitó al rey que autorizase una colecta para acabar de pagar los 1000 florines que estipulaba el citado contrato. Se destruyó en 1909 durante la Semana Trágica.[36][33] Se conservan fotografías en blanco y negro del conjunto y de las tablas por separado.
- Retablo de San Esteban que la cofradía de los palafreneros encargó a Jaume Huguet para guarnir su capilla gremial en la catedral de Barcelona (1462-1466) y del que solo se conserva la Piedad, en la misma catedral.[17]
- Retablo de San Martín de Cerdañola (1489) para la iglesia de esta ciudad. Existe documentación sobre su contratación y sobre la liquidación del último pago cobrado por su viuda en 1492, si bien es probable que, por la avanzada edad del pintor, que en realidad lo realizase su taller. Probablemente desapareció en el siglo XVII, ya que en 1685 se colocó un nuevo retablo barroco.[37]

### Obras atribuidas
De las obras que se le han atribuido cabe destacar la tabla de San Jorge y la princesa (1459-1460). Fue encargada por la familia Cabrera (aparece su escudo en el dorso de la obra) y se halla actualmente en el Museo Nacional de Arte de Cataluña. Desde su entrada en el MNAC en 1921 y durante mucho tiempo, se estimó que podía ser una obra de Huguet, pero en los últimos años han ganado fuerza las teorías que proponen que el autor sería un pintor aragonés activo en la segunda mitad del siglo XV al que se le ha denominado Maestro de San Jorge y la princesa. La tabla de San Jorge es la parte central de un tríptico, cuyas alas estaban en el Museo Bode de Berlín desde 1904 y que desaparecieron en un incendio durante un bombardeo de la Segunda Guerra Mundial en 1945. Mostraban una pareja de donantes presentados por San Juan Bautista y San Luis de Tolosa.
La hipótesis principal sobre la autoría de Huguet hecha por Ainaud y Gudiol adscribía a esta etapa de juventud el Retablo de la Virgen de Cervera de la Cañada, las tablas de la Anunciación y la Epifanía de Alloza, actualmente en el Museo de Zaragoza, así como dos tablas de un retablo de San Lorenzo o de San Vicente (antes en la colección Román Vicente de Zaragoza y después en la colección Torrelló de Barcelona), la tela de la Virgen y el Ángel Custodio del mismo museo y la Cabeza del profeta Daniel conservada en el Museo del Prado. Todas ellas serían obras del mismo Maestro de San Jorge y la princesa.
Sobre la identidad de este maestro, Rosa Alcoy en su monografía sobre San Jorge y la princesa propone a Bernat Ortoneda, hijo del pintor Pasqual Ortoneda, con taller establecido en Huesca y Zaragoza. Consta que Bernat había trabajado como aprendiz en el taller de Bernat Martorell y, tras la muerte de este, podría haber colaborado con Huguet hasta 1458, cuando volvió a su tierra.